# Disperis purpurata
Disperis purpurata är en orkidéart som beskrevs av Heinrich Gustav Reichenbach. Disperis purpurata ingår i släktet Disperis och familjen orkidéer.

## Underarter
Arten delas in i följande underarter:
- D. p. pallescens
- D. p. purpurata